# Manco Kapac (provins)

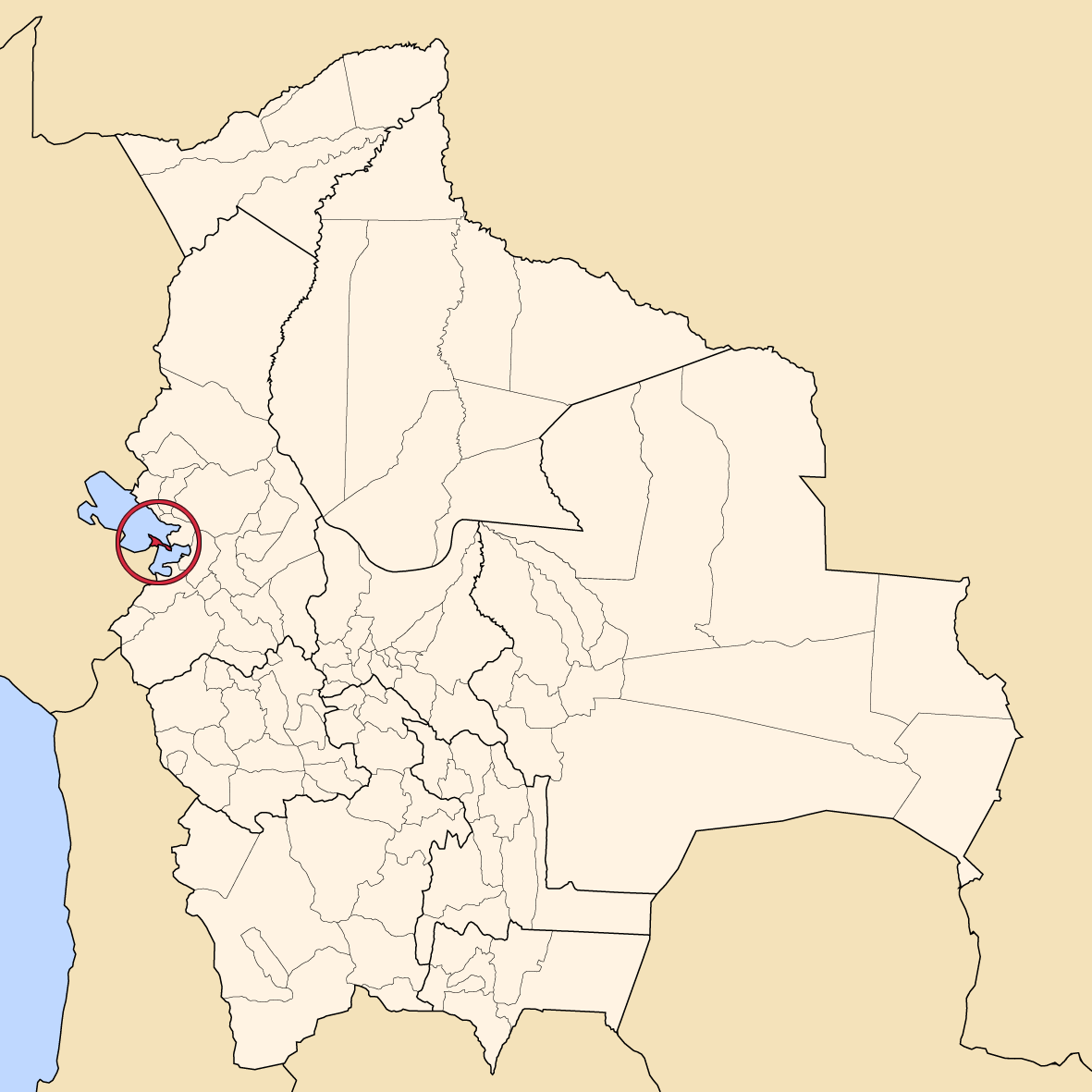
Provinsens läge i Bolivia

Manco Kapac är en provins i departementet La Paz i Bolivia. Den administrativa huvudorten är Copacabana, som är belägen invid sjön Titicaca.
Provinsen består av tre kommuner:
- Copacabana (Copacabana)
- San Pedro de Tiquina (San Pedro de Tiquina)
- Tito Yupanqui (Tito Yupanqui)